# Prowincja Hưng Yên
Hưng Yên wymowaⓘ – prowincja Wietnamu, znajdująca się w północnej części kraju, w Regionie Delty Rzeki Czerwonej.

## Podział administracyjny
W skład prowincji Hưng Yên wchodzi dziewięć dystryktów oraz jedno miasto.
- Miasta:

1. Hưng Yên

- Dystrykty:

1. Ân Thi
2. Khoái Châu
3. Kim Động
4. Mỹ Hào
5. Phù Cừ
6. Tiên Lữ
7. Văn Giang
8. Văn Lâm
9. Yên Mỹ